# Parafia św. Faustyny we Wrocławiu
Parafia Świętej Faustyny we Wrocławiu znajduje się w dekanacie Wrocław północ II (Sępolno) w archidiecezji wrocławskiej. Jej proboszczem jest ks. Marek Dutkowski. Obsługiwana przez księży archidiecezjalnych. Erygowana w 2003. Mieści się przy ulicy Jackowskiego.

## Obszar parafii
Parafia obejmuje ulice:	Bacciarellego, Bartoszowicka, Boznańskiej, Braci Gierymskich (nr. parz. od 18, nr. nieparz. od 19), Canaletta, Gersona, Jackowskiego (nr. od 37), Kotsisa, Michałowskiego, Mielczarskiego (nr. nieparz.), Noakowskiego, Norblina, Olszewskiego (nr. nieparz. od 61, nr. parz. od 116), Orłowskiego, Pankiewicza, Partyzantów (nr. 127, 129), Pautscha, Rodakowskiego, Sempołowskiej (nr. niep. od 55, nr. parz. od 50), Stanisławskiego, Ślewińskiego, Wojtkiewicza, Wyczółkowskiego, Zaka, Żmichowskiej (nr. parz.). 